# Мугалжарски район
Мугалжарски район (на казахски: Мұғалжар ауданы) е съставна част на Актобенска област, Казахстан,с обща площ 29 420 км2 и население от 67 210 души (по приблизителна оценка към 1 януари 2020 г.).
Административен център на района е град Кандъагаш.